# Militär-Verdienstkreuz (Braunschweig)
Im Herzogtum Braunschweig wurden im Laufe der Jahre 1809 bis 1918 zwei Militär-Verdienstkreuze gestiftet.

## Militär-Verdienstkreuz von 1879
Das Militär-Verdienstkreuz von 1879 wurde am 11. Dezember 1879 von Herzog Wilhelm von Braunschweig für Militärpersonen der braunschweigischen Truppen vom Feldwebel abwärts für besonders tapfere Taten gestiftet.
Die Auszeichnung ist ein vergoldetes Kreuz, das von erhabenen Doppellinien eingefasst ist. Im Medaillon die Inschrift KRIEGS-VERDIENST, darunter zwei kleine übereinander gelegte Lorbeerzweige. Rückseitig die von einer Krone überragte Initiale W (Wilhelm) in gotischer Schrift.
Das Ordensband ist hochrot mit gelben Randstreifen.
Der Orden wurde am 25. April 1908 aufgehoben.

## Militär-Verdienstkreuz von 1914
Das Militär-Verdienstkreuz von 1914 wurde am 18. August 1914 von Herzog Ernst August von Braunschweig als Auszeichnung für Unteroffiziere und Mannschaften für besonders tapfere Taten gestiftet.
Die Auszeichnung ist ein silbervergoldetes Spitzkreuz, das von erhabenen Doppellinien eingefasst ist. Im Medaillon die Inschrift KRIEGS-VERDIENST, darunter zwei kleine übereinander gelegte Lorbeerzweige. Rückseitig die von einer Krone überragten verschlungenen Initialen E. A. (Ernst August).
Das Ordensband ist hochrot mit gelben Randstreifen.